# Істрорумуни

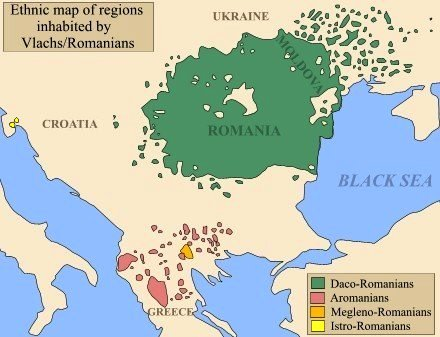
Карта розселення східних романців

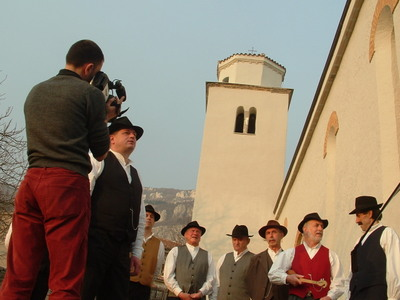
Істрорумуни сьогодні

Істрорумуни (самоназва Влахи; також хорв. Čiri «чири») — один зі східно-романських народів, а також одна з наймалочисельніших автохтонних національних меншин світу. Станом на початок XXI століття істрорумуни в кількості від 500 до 1000 чоловік проживають в основному на північному сході півострова Істрія (Хорватія), в декількох населених пунктах поблизу гори Учка (Монте-Маджоре).
Ще в XVIII столітті ареал їх розселення простягався від Трієста на півночі до ряду адріатичних островів на півдні. Історично рідною є істрорумунська мова. З XVII-XVIII століть істрорумуни стали двомовні, а до кінця XX століття практично повністю перейшли на штокавський діалект хорватської мови. Віруючі, історично православні, в хорватському середовищі сприйняли католицтво. Імена та прізвища повністю хорватизовані (напр. Вального Сміловичі, Звєздана Врзіч та ін.). Історичне заняття істрорумунів, як і всіх волоських груп — напівкочове скотарство, в даний час поєднується з сприйнятим у слов'ян землеробством. У середині ХХ століття невелика група істрорумунів емігрувала в Нью-Йорк (США), де проводить діяльність зі збереження пам'яті про цю мову.

## Історія
Питання про історію та етногенез народу дискусійне. На думку лінгвіста О. Денсушяну, в істрорумунів є кілька пластів дакорумунського населення різних епох. На відміну від автохтонних романомовних далматинців, кілька груп волохів, у тому числі і морлахи, мігрували в Істрію з Дакії між IX і XIII століттями. В процесі своєї тривалої міграції, дакорумунські групи йшли спочатку на південь, де контактували з арумунами і слов'янами в VIII-Х століттях, а потім пішли на північний захід Балкан у XI-XIII століттях. У істрорумунській лексиці тому відсутні угорські елементи, яких багато в румунській. Ендоетнонім «румун» не зберігся.